# 다리우스 2세
다리우스 2세(고대 그리스어: ΔαρείοςΒ 라틴어: Dareios II, ? - 기원전 404년, 재위 : 기원전 422년 – 기원전 404년 또는 405년)는 페르시아 제국 아케메네스 왕조의 왕이다. 아르타크세르크세스 1세의 아들로 즉위 이전 이름은 ‘오쿠스’이다. 아들은 차세대의 왕이 되는 아르타크세르크세스 2세와 나중에 형 아르타크세르크세스에게 반란을 일으킨 작은 키루스 외에도 오스타네스, 오크사트레스 4명이 있다.
다리우스 2세는 이전 왕 크세르크세스 2세를 살해한 소그디아노스를 죽이고 즉위했다. 다리우스는 이복동생인 파리사티스와 결혼했지만, 그녀의 잔인한 성격이 화가되어 궁 안이 부패하고, 국내에서도 반란이 잇따라 일어나면서, 이집트도 반란을 일으켜 잃었다. 하지만 그리스에서 아테네 연합군과 스파르타의 싸움인 펠로폰네소스 전쟁에서 아테네가 패배하면서, 사트라프인 티사페르네스, 파르나바조스의 아들 키루스 등의 활약도 스파르타와 손잡고 그리스 도시들을 탈환 하고 통치는 간신히 지켰다.
다리우스 2세 사후 아들 아르타크세르크세스 2세가 계승했다.